# Церковь Георгия Победоносца (Сандата)
Церковь Георгия Победоносца ― православный храм в селе Сандата, Сальский район, Ростовская область, Россия. Относится к Сальскому благочинию Волгодонской и Сальской епархии Московского патриархата. Построена в начале XX века.

## История
Село Сандата было основано в 1805 году, а первая церковь в нём появилась почти с полвека спустя: ею стал Покровский храм, возведённый в 1851 году. При храме функционировала церковно-приходская школа.
Церковь Георгия Победоносца, по утверждениям старожил, была построена в 1912 году (хотя общеизвестных точных данных, подтверждающих это, нет).
В 1960-х годах, во времена антирелигиозной кампании Никиты Хрущёва, церковь была закрыта (и к этому моменту она оставалась единственным храмом в селе). Произошло это после смерти настоятеля и по указанию районного комитета партии. Местные жители стремились отстоять храм, не пуская к нему партийных представителей, после чего властям пришлось пойти на хитрость и пообещать, что церковь и её утварь отреставрируют. Однако трактор смог сорвать лишь колокольню, основное же здание церкви устояло.
В 1970-х годах в храме размещался зерновой склад, который впоследствии сгорел (вероятно, по причине самовозгорания). В 1989 году церковь начали восстанавливать, основные работы были завершены уже через два года.
Ныне на крупных церковных праздниках в церкви собираются верующие села, окрестных поселений и даже Сальска.